# فريدريك ستيفان إيتون
فريدريك ستيفان إيتون هو دبلوماسي كندي، ولد في 26 يونيو 1938 في تورونتو في كندا.